# Råby Sogn
Råby Sogn er et sogn i Randers Nordre Provsti (Århus Stift).
I 1800-tallet var Sødring Sogn anneks til Råby Sogn. Begge sogne hørte til Gjerlev Herred i Randers Amt. Råby-Sødring sognekommune blev ved kommunalreformen i 1970 indlemmet i Nørhald Kommune, som ved strukturreformen i 2007 indgik i Randers Kommune.
I Råby Sogn ligger Råby Kirke.
I sognet findes følgende autoriserede stednavne:
- Dalsgård (bebyggelse, ejerlav)
- Demstrup (ejerlav, landbrugsejendom)
- Demstrup Huse (bebyggelse)
- Demstrup Vase (bebyggelse)
- Knejsted (bebyggelse, ejerlav)
- Odpold (areal)
- Råby (bebyggelse, ejerlav)
- Råby Kær (bebyggelse)
- Råby Sønderhede (bebyggelse)
- Udbyhøj Vasehuse (bebyggelse)